# Philip Marlowe
Philip Marlowe je privatni detektiv, izmišljeni lik koji je kreirao Raymond Chandler. Marlowe se prvi put pojavljuje u romanu "Veliki san", objavljenom 1939., a zatim u još 6 romana. Ne pojavljuje se u niti jednoj od Chandlerovih ranih kratkih priča, iako su u kasnijim ponovljenim izdanjima imena protagonista zamijenjena u Philip Marlowe; vjeruje se da je ova zamjena napravljena s Chandlerovim odobrenjem.

## Lik
Lik Philipa Marlowea spada u žanr "tvrdokorne" (hardboiled - doslovno: tvrdo kuhan) kriminalističke literature. Ovaj žanr potiče iz 1920-ih godina, pojavljivanjem Hammettovog Sama Spadea u časopisu "Crna maska" (Black Mask).
Ispod duhovitog, grubog privatnog detektiva koji voli popiti, Marlowe je dubokouman i metodičan. Uživa u šahu i poeziji. Iako se ne boji rizika fizičke povrede, on ne primjenjuje nasilje da bi postigao rezultate. Moralno ispravan, ne dozvoljava da ga prevare fatalne žene (fr. femme fatale), uobičajene za ovaj žanr. Marlowe prati obrazac Chandlerovog idealnog detektiva, o kojemu je uopćeno pisao: "Mislim da bi mogao zavesti vojvotkinju, a siguran sam da ne bi obeščastio djevicu".
U romanu "Veliki san" Marlowe kaže o sebi: "Imam 33 godine, išao sam na college i još uvijek mogu govoriti engleski, ako zatreba. U mom poslu to nije često. Radio sam kao istražitelj za gospodina Wildea, državnog tužitelja za oblast Los Angelesa... Otpušten sam. Zbog neposlušnosti... Neoženjen sam, jer ne volim policijske žene."
U romanu "Dugi oproštaj" još kaže: "Imam dozvolu privatnog detektiva i već neko vrijeme radim taj posao. Ja sam vuk samotnjak, neoženjen, zašao sam u srednje godine, nisam bogat. Nekoliko puta sam bio u zatvoru i ne bavim se razvodima. Volim piće i žene i šah i još ponešto. Policajci me baš ne vole, ali ih poznajem nekoliko s kojima to ipak nekako ide. Iz ove sam zemlje, rođen u Santa Rosi, oboje roditelja mrtvi, nemam braće ni sestara."
Marlowe je visok 185 cm i ima oko 85 kilograma. Ima smeđe oči i smeđu kosu. On je pušač i omiljena marka cigareta mu je Camel. Kod kuće ponekad puši na lulu. Kuha dobru kavu, izbjegavajući korištenje filtra. Ujutro je pije sa šlagom, a u ostalo doba dana čistu. Često pije viski ili konjak i u relativno velikim količinama. Na primjer, u romanu Visoki prozor, pije mješavinu američkog viskija Four Roses, a u romanu Sestrica Kentucky burbon Old Forester.
Marlowe je vješt u korištenju pića za razvezivanje jezika osoba od kojih treba izvući informacije. Primjer iz "Visokog prozora", kad Marlowe konačno uvjeri poručnika Breezea da popije piće i na taj se način opusti i preda: "Breeze me je prodorno gledao. Onda je uzdahnuo. Uzeo je čašu, kušao piće, opet uzdahnuo i odmahnuo glavom uz poluosmijeh. Baš onako kako se smiješi čovjek koji želi popiti nešto, pa mu date piće koje mu toliko prija da ga već prvi gutljaj prenese u novi, ljepši, čistiji i sunčaniji svijet."
Njegov ured se nalazi na 6. katu zgrade "Cahuenga Building", na adresi Hollywood Boulevard broj 615, Los Angeles. Broj telefona je "GLenview 7537". U romanima se spominju dva tipa pištolja koje nosi, Luger (u "Sestrica") i Colt .38 automatic (u "Zbogom dragana moja", "Visoki prozor").

## Utjecaj i adaptacija
U filmovima, ulogu Marlowea igrali su Humphrey Bogart, Robert Montgomery, George Montgomery, Robert Mitchum, Dick Powell, Elliot Gould, Danny Glover, James Garner i James Caan.
Na radiju, u "Avanture Philipa Marlowea" lik je tumačio Van Heflin na NBC-u (17. lipnja – 9. rujna 1947.), a Gerald Mohr na CBS-u (26. rujna 1948. – 15. rujna 1951.).
Powers Boothe je imao glavnu ulogu u HBO seriji "Philip Marlowe, privatni detektiv", koja je emitirana od 1984. do 1986. Ed Bishop je imao glavnu ulogu u "Avanture Philipa Marlowea" na BBC radiju.
Marlowe se, osim kod Chandlera, pojavljuje u kratkim pričama i romanima drugih pisaca, kao na primjer u kolekciji priča više autora "Philip Marlowe Raymonda Chandlera: Proslava stogodišnjice" (1988.). Centralna ličnost originalne TV verzije "Raspjevani detektiv" (The Singing Detective) Dennisa Pottera je pisac kriminalističkih romana Philip E. Marlowe. Žene-detektivi iz antologije "Tart Noir" su opisane kao "pola Philip Marlowe, pola femme fatale".

### Radovi Raymonda Chandlera
- "Crvenokosa u akciji" (Finger Man), 1934. (kratka priča): priča originalno predstavlja neimenovanog naratora, u kasnijim pričama je identificiran kao "Carmady", a zatim mu je za izdanja u obliku knjige ime promijenjeno u Marlowe.
- "Zlatna ribica" (Goldfish), 1936. (kratka priča): originalno, priča predstavlja Carmadyja, kasnije preimenovanog u Marlowe.
- "Crveni vjetar" (Red Wind), 1938. (kratka priča): u ovoj priči je promijenjeno ime John Dalmas u Philip Marlowe.
- "Veliki san"[6] (The Big Sleep), 1939. (roman)
- "Zbogom dragana moja"[6] (Farewell, My Lovely), 1940. (roman)
- "Visoki prozor"[6] (The High Window), 1942. (roman)
- "Dama u jezeru"[6] (The Lady in the Lake), 1943. (roman)
- "Jednostavna umjetnost ubojstva" (The Simple Art of Murder), 1945. (kolekcija kratkih priča)
- "Sestrica"[6] (The Little Sister), 1949. (roman)
- "Dugi oproštaj"[6] (The Long Goodbye), 1954. (roman)
- "Ponovna igra"[7] (Playback), 1958. (roman)
- "Poodle Springs" (Poodle Springs), 1959. (roman, nezavršen; dovršio Robert Parker 1989.)
- "Olovka" (The Pencil), 1959. objavljena postumno; originalno objavljena pod naslovom "Marlowe protiv Sindikata" (Marlowe Takes on the Syndicate), također objavljena pod naslovima "Pogrešan golub" (Wrong Pigeon) i "Posljednji slučaj Philipa Marlowea" (Philip Marlowe's Last Case). Chandlerovo posljednje završeno djelo, prva kratka priča u kojoj se originalno pojavljuje Marlowe kao glavni junak.

### Radovi drugih pisaca
- Triste, solitario y final (Osvaldo Soriano, 1974. Marlowe se pojavljuje kao drugi lik u romanu).
- "Philip Marlowe Raymonda Chandlera: Proslava stogodišnjice" (Raymond Chandler's Philip Marlowe: a Centennial Celebration, kolekcija kratkih priča drugih autora, izdanje Byron Preiss, 1988., ISBN 1-59687-847-9, i 1999, ISBN 0-671-03890-7, s dvije nove priče).
- "Poodle Springs" (Robert Parker je kompletirao nedovršene Chandlerove rukopise 1989.)
- "Šansa da sanjaš" (Perchance to Dream, Robert Parker, napisana kao nastavak Chandlerovog romana "Veliki san").
- "Narančasta zavjesa" (Orange Curtain, John Shannon)
- "Djeliteljev izbor" (Dealer's Choice, Sara Paretsky, Marlowe je korišten kao glavni lik u satiri na tvrdokornog detektiva).

### Filmske adaptacije
| Godina | Naslov                 | Originalni naslov     | Režija            | Prema djelu         | Lik                                                                   |
| ------ | ---------------------- | --------------------- | ----------------- | ------------------- | --------------------------------------------------------------------- |
| 1942.  | Falcon preuzima slučaj | The Falcon Takes Over | Irving Reis       | Zbogom dragana moja | detektiv Falcon je zamjena za Marlowea George Sanders kao Falcon      |
| 1942.  | Vrijeme za ubojstvo    | Time to Kill          | Herbert Leeds     | Visoki prozor       | detektiv Michael Shayne je zamjena za Marlowea Lloyd Nolan kao Shayne |
| 1944.  | Ubojstvo, draga moja   | Murder, My Sweet      | Edward Dmytryk    | Zbogom dragana moja | Dick Powell kao Marlowe                                               |
| 1946.  | Veliki san             | The Big Sleep         | Howard Hawks      | Veliki san          | Humphrey Bogart kao Marlowe                                           |
| 1947.  | Dama u jezeru          | The Lady in the Lake  | Robert Montgomery | Dama u jezeru       | Robert Montgomery kao Marlowe                                         |
| 1947.  | Brasherov dublon       | The Brasher Doubloon  | John Brahm        | Visoki prozor       | George Montgomery kao Marlowe                                         |
| 1969.  | Marlowe                | Marlowe               | Paul Bogart       | Sestrica            | James Garner kao Marlowe                                              |
| 1973.  | Dugi oproštaj          | The Long Goodbye      | Robert Altman     | Dugi oproštaj       | Elliott Gould kao Marlowe                                             |
| 1975.  | Zbogom dragana moja    | Farewell, My Lovely   | Dick Richards     | Zbogom dragana moja | Robert Mitchum kao Marlowe                                            |
| 1978.  | Veliki san             | The Big Sleep         | Michael Winner    | Veliki san          | Robert Mitchum kao Marlowe                                            |

### Radio i televizijske adaptacije
- "Ubojstvo, draga moja", serija Lux Radio Theatre, adaptacija filma iz 1944., CBS radio, 11. lipnja 1945. (Dick Powell kao Marlowe).
- "Nove avanture Philipa Marlowea", NBC radio serija, od 17. lipnja do 9. rujna 1947. (Van Heflin kao Marlowe).
- "Ubojstvo, draga moja", serija Hollywood Star Time, adaptacija filma iz 1944., CBS radio, 8. lipnja 1948. (Dick Powell kao Marlowe).
- "Avanture Philipa Marlowea", CBS radio serija, od 26. rujna 1948. do 15 rujna 1951. (Gerald Mohr kao Marlowe).
- "Dugi oproštaj", serija Climax!, adaptacija romana, CBS televizija, 7. listopada 1954. (Dick Powell kao Marlowe).
- "Philip Marlowe", serija ABC televizije, od 6. listopada 1959. do 29. ožujka 1960. (Philip Carey kao Marlowe)
- "Philip Marlowe, privatni detektiv", serija London Weekend Television/HBO Television britanske televizije, od 16. travnja do 18. svibnja 1983. i od 27. travnja do 3. lipnja 1986.[8] (Powers Boothe kao Marlowe).
- "BBC predstavlja: Philip Marlowe", BBC radio serija, od 26. rujna 1977. do 23. rujna 1988. (Ed Bishop kao Marlowe).
- "Crveni vjetar", serija Fallen Angels, adaptacija kratke priče, Showtime Television, 26. studenog 1995. (Danny Glover kao Marlowe).
- "Poodle Springs", film HBO televizije, adaptacija istoimenog romana, 25. srpnja 1998. (James Caan kao Marlowe).

## Vanjske poveznice
- Zbirka podataka na web stranici www.factbites.com  Arhivirana inačica izvorne stranice od 14. veljače 2007. (Wayback Machine)
- Philip Marlowe na web stranici Thrilling Detective

### Audio zapisi
(na engleskom)
- Free OTR: Avanture Philipa Marlowea (90 epizoda)  Arhivirana inačica izvorne stranice od 19. kolovoza 2006. (Wayback Machine)
- Biblioteka OTR mreže: "Avanture Philipa Marlowea" (63 epizode)